# Schweiz evangeliska kyrkoförbund
Schweiz evangeliska kyrkoförbund – Schweizerischer Evangelischer Kirchenbund (SEK), Fédération des Églises protestantes de Suisse (FEPS) – är en sammanslutning av en rad regionala reformerta kyrkor i Schweiz, bildad 1920, samt den Evangeliska metodistkyrkan i Schweiz.
SEK/FEPS är anslutet till Reformerta kyrkornas världsallians och Kyrkornas världsråd.

## Medlemskyrkor
- Aargaus reformerta folkkyrka (Reformierte Landeskirche Aargau )
- Appenzellkantonernas evangelisk-reformerta folkkyrka (Evangelisch-reformierte Landeskirchen beider Appenzell)
- Basels-Landschaftkantonens evangelisk-reformerta kyrka (Evangelisch-reformierte Kirche des Kantons Basel-Landschaft)
- Evangelisk reformerta kyrkan i Basel-Stadt (Evangelisch-reformierte Kirche Basel-Stadt)
- Bern-Jura-Solothurns reformerta kyrkor (Reformierte Kirchen Bern-Jura-Solothurn)
- Fribourgkantonens evangelisk-reformerta kyrka (Evangelisch-reformierte Kirche des Kantons Freiburg)
- Genèves protestantiska kyrka (Église Protestante de Genève)
- Genèves evangeliska frikyrka (Église Évangélique Libre de Genève)
- Glaruskantonens evangelisk-reformerta folkkyrka (Evangelisch-Reformierte Landeskirche des Kantons Glarus)
- Graubündens evangelisk-reformerta folkkyrka (Evangelisch-reformierte Landeskirche Graubünden)
- Luzernkantonens evangelisk-reformerta folkkyrka (Evangelisch-Reformierte Kirche des Kantons Luzern)
- Neuchâtelkantonens evangelisk-reformerta kyrka (Église réformée évangélique du canton de Neuchâtel)
- Evangelisk-reformerta kyrkan i Nidwalden (Evangelisch-Reformierte Kirche Nidwalden)
- Obwaldenkantonens evangelisk-reformerta församlingsförbund (Verband der Evangelisch-Reformierten Kirchgemeinden des Kantons Obwalden)
- S:t Gallenkantonens evangelisk-reformerta kyrka (Evangelisch-reformierte Kirche des Kantons St. Gallen)
- Evangelisk-reformerta kyrkan i Schaffhausenkantonen (Evangelisch-reformierte Kirche Kanton Schaffhausen)
- Schwyz evangelisk-reformerta kantonkyrka (Evangelisch-reformierte Kantonalkirche Schwyz)
- Evangelisk-reformerta kyrkan i Solothurnkantonen (Evangelisch-Reformierte Kirche im Kanton Solothurn)
- Evangelisk-reformerta kyrkan i Ticino (Chiesa evangelica riformata nel Ticino)
- Thurgaukantonens evangeliska folkkyrka (Evangelische Landeskirche des Kantons Thurgau)
- Uris evangelisk-reformerta folkkyrka (Evangelisch-Reformierte Landeskirche Uri)
- Vaudkantonens evangelisk-reformerta kyrka (Église Évangélique Réformée du canton de Vaud)
- Valais evangelisk-reformerta kyrka (Evangelisch-Reformierte Kirche des Wallis)
- Zürichkantonens evangelisk-reformerta folkkyrka (Evangelisch-reformierte Landeskirche des Kantons Zürich)
- Zugkantonens evangelisk-reformerta församlingar (Evangelisch-reformierte Kirchgemeinde des Kantons Zug)
- Förenade metodistkyrkan i Schweiz (Evangelisch-methodistische Kirche in der Schweiz/Église Évangélique Méthodiste en Suisse)